# Krista Allen
Krista Allen (Ventura, California, 5 de abril de 1971) es una actriz y modelo estadounidense, reconocida por sus roles como Billie Reed en Days of our Lives de 1996 a 1999, como Jenna Avid en Baywatch Hawaii de 2000 a 2001 y como Bridget en What About Brian de 2006 a 2007. Interpretó a Samantha Lane en la película Destino Final 4 (2009) y otras de sus apariciones notables en películas incluyen títulos como Liar Liar, Anger Management y Confessions of a Dangerous Mind con George Clooney, del que fue pareja ocasionalmente. También participó en la serie de películas de contenido erótico Emmanuelle in Space.

## Biografía
Krista es la hija de Dalton Earl Allen Sr. y de Katherine Mary Raposa. Creció en Houston y luego vivió en Austin, donde asistió a la Austin Community College y posteriormente se graduó en la Universidad de Texas. Consideró ser profesora, pero decidió trasladarse a California y empezar una carrera en el campo de la interpretación.

## Carrera
Krista Allen apareció en programas de televisión como Days of Our Lives (1996-1999), como Billie Reed, y Baywatch Hawaii (entre 2000 y 2001), como Jenna Avid. Allen también apareció en Confessions of a Dangerous Mind, Anger Management, Project Greenlight y en la película de terror Feast, además de en diversas series de televisión, como Embrujadas, The X-Files, Friends, Mutant X o Smallville. Fue protagonista de la serie de películas eróticas Emmanuelle in Space en 1994.
En 2005, fue una de las estrellas de Unscripted, en HBO. Considerada una sex symbol, Allen apareció en la revista Maxim y fue nombrada la #70 en la lista Maxim "Hot 100 de 2005". También tuvo un papel recurrente en la serie de ABC What About Brian, en el papel de Bridget, En 2007, Allen apareció en un programa de telerrealidad llamado Fast Cars and Superstars: The Gillette Young Guns Celebrity Race, el cual presentaba a una docena de celebridades en una competencia de carreras. Allen tiene una línea de camisetas llamada SuperEXellent.
Otros créditos incluyen películas como Destino final 4, en el papel de madre sobreprotectora, Black Widow, de 2010, y las comedias Amazing Racer y Little Women Big Cars, ambas de 2012.
Apareció en la segunda temporada de Denise Richards: It's Complicated, estrenada el 7 de junio de 2009, y en un episodio de Love Bites, de la NBC, en 2011.
Junto con Katrina McCaffery tiene un blog llamado "Boom Boom Veggie".

## Vida privada
Allen es vegana y estuvo casada en dos ocasiones: entre 1996 y 1999 con Justin Moritt, con el que tuvo a su único hijo, Jacob Moritt, nacido el 12 de julio de 1997; y entre 2010 y 2012 estuvo casada con el rapero inglés Mams Taylor.  
Además, fue pareja de George Clooney desde 2002 hasta 2004, al que conoció en el set de Confessions of a Dangerous Mind.

## Filmografía

### Cine
| - Raven (1996) - The Haunted Sea (1997) - Liar Liar (1997) - Sunset Strip (2000) - Face Value (2001) - Totally Blonde (2001) - Confesiones de una mente peligrosa (2002) - Paycheck (2003) - Anger Management (2003) - Shut Up and Kiss Me (2004) - Tony 'n' Tina's Wedding (2004) - Feast (2005) | - Leo (2007) - All Along (2007) - Meet Market (2008) - The Third Nail (2008) - Alien Presence (2009) - Locker 13 (2009) - Shannon's Rainbow (2009) - Silent Venom (2009) - Destino final 4 (2009) - Black Widow (2010) - Amazing Racer (2012) | - Little Women, Big Cars (2012) - Eleven Eleven (2018) - Misfits (2019) - Psychos & Socios (2020) - Case 347 (2020) - The 420 Movie: Mary & Jane (2020) - Paradise Cove (2021) - For the Hits (2021) - After Masks (2021) - Shadows (2022) - Punkin (2024) |

### Televisión
| - Emmanuelle: First Contact (1994) - Emmanuelle: A World of Desire (1994) - Emmanuelle 3: A Lesson in Love (1994) - Emmanuelle 4: Concealed Fantasy (1994) - Emmanuelle 5: A Time to Dream (1994) - Emmanuelle 6: One Final Fling (1994) - Emmanuelle 7: The Meaning of Love (1994) - Emmanuelle, Queen of the Galaxy (1994) - The Bold and the Beautiful (1995) - Deadly Games (1 episodio, capítulo 2, 1995) - High Tide (3 episodios, capítulos 11, 14 y 17 de la segunda temporada ,1995-1996) - Silk Stalkings (1 episodio, 1996) - Diagnosis: Murder (1 episodio, 1996) - Married with Children (1 episodio, capítulo 17 de la décima temporada, 1996) - Weird Science (1 episodio, capítulo 19 de la cuarta temporada, 1996) - Rolling Thunder (1996) - Days of our Lives (41 episodios, 1996-1999) - Pacific Blue (2 episodios, 1996-1999) - The X-Files (1 episodio, capítulo 13 de la séptima temporada, 2000) - 18 Wheels of Justice (1 episodio, 2000) - CSI (3 episodios de la primera temporada, 2000-2001) - Baywatch (26 episodios, 2000-2001) - Arli$$ (1 episodio, 2001) - Spin City (1 episodio 2001) - Embrujadas (3 episodios, 2001) - Inside Schwartz (1 episodio, 2001) - Zero Effect (2002) - Friends (1 episodio, 2002) - Glory Days (1 episodio, 2002) - Mutant X (1 episodio, 2002) - Smallville (1 episodio, 2002) - Fastlane (2 episodios, 2003) - Andromeda (1 episodio, 2003) - Just Shoot Me! (1 episodio, 2003) - The Lyon's Den (2 episodios, 2003) | - Frasier (1 episodio, 2003) - Two and a Half Men (1 episodio, 2003) - I'm with Her (1 episodio, 2004) - The Screaming Cocktail Hour (2004) - Monk (1 episodio, 2005) - Jake in Progress (1 episodio, 2005) - Head Cases (2 episodios, 2005) - Out of Practice (1 episodio, 2006) - Freddie (1 episodio, 2006) - What About Brian (11 episodios, 2006-2007) - Business Class (2007) - Fast Cars and Superstars: The Gillette Young Guns Celebrity Race (2007-2008) - Held Up (2008) - Cashmere Mafia (1 episodio, 2008) - The Starter Wife (4 episodios, 2007) - Dirty Sexy Money (2008-2009) - The Philantropist (3 episodios, 2009) - Jesse Stone: No Remorse (2010) - Life Unexpected (1 episodio, 2010) - The Protector (1 episodio, 2011) - Love Bites (1 episodio, 2011) - The L.A. Complex (2012) - Rules of Engagement (2013) - Melissa & Joey (1 episodio, 2013) - Hawaii Five-0 (1 episodio, 2014) - Mistresses (2 episodios, 2014) - Castle (1 episodio, 2014) - Significant Mother (9 episodios, 2015) - Party Mom (2018) - The Perfect Mother (2018) - I Almost Married a Serial Killer (2019) - The Wrong Stepfather (2020) - Sinister Stepfather (2020) - 9-1-1 (1 episodio, 2021) - The Bold and the Beautiful (Papel principal: 10 de diciembre de 2021 - 10 de noviembre de 2023) |